# Shag (danza)
Lo shag è un tipo di danza americana, classificato come una specie di charleston oppure un quickstep.

## Storia

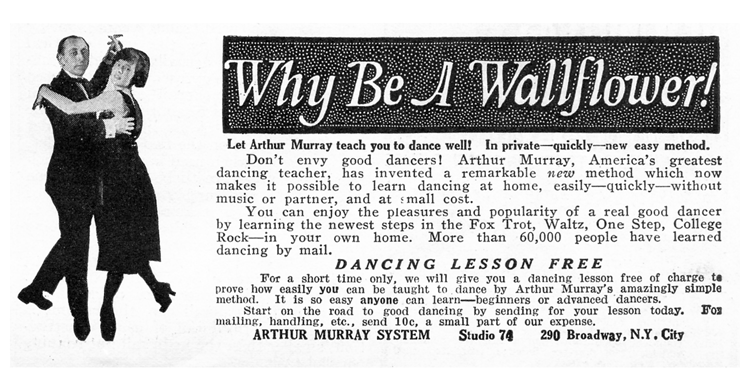
Arthur Murray in una locandina

Lo shag nacque negli anni trenta del Novecento nella città di New York all'epoca del jazz, ma negli anni quaranta si sviluppò un altro shag modernizzato nel Sud Carolina. Il tempo è simile ad un charleston, ovvero 2/4, certe volte anche 4/4. Il più famoso ballerino di questa danza fu Arthur Murray, originario della Galizia.
| Controllo di autorità | GND (DE) 1038491002 |